# Франсоа Англер
Франсоа Англер (фр. François Englert, 6. новембар 1932) је белгијски теоријски физичар, који је 2013. године, заједно са Питером Хигсом, добио Нобелову награду за физику „за теоријско откриће механизама који доприносе разумевању порекла масе субатомских честица”.